# Papstmesse

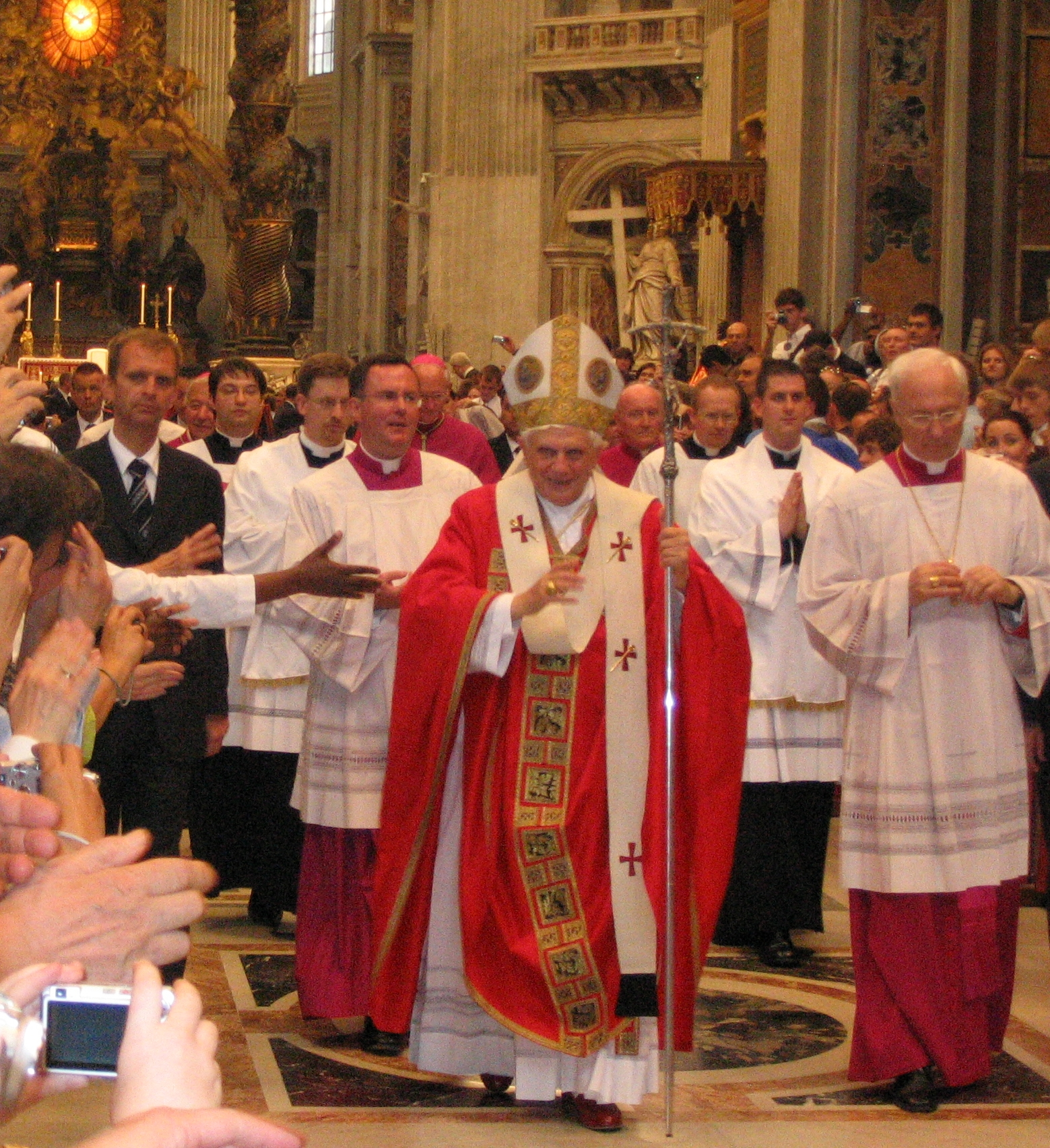
Papst Benedikt XVI. beim Auszug am Ende einer Papstmesse im Petersdom (2006)

Als Papstmesse (lat.: missa papalis) wird jene feierliche Form des Pontifikalamts bezeichnet, welcher der Papst als Zelebrant vorsteht. Bevor im Zuge der liturgischen Reformen nach dem Zweiten Vatikanischen Konzil erhebliche Vereinfachungen an der Papstliturgie vorgenommen wurden, hatte diese im Prinzip seit Jahrhunderten die gleiche Form behalten.

## Frühere Form
Bedingt durch die Rolle des Papstes als Souverän des Kirchenstaates und seines universalen Anspruches als Haupt der Fürsten war am päpstlichen Palast im Laufe der Jahrhunderte eine umfangreiche Hofhaltung entstanden. Das höfische Zeremoniell prägte auch die Liturgie der Papstmessen. Besonders kam dies in der Verwendung von Silbertrompeten, der Huldigung des Papstes durch anwesende Kleriker und Riten wie der Vorkostung (praegustatio) der eucharistischen Gaben zum Ausdruck. An der Liturgie wirkten nach strengem Zeremoniell die Mitglieder der Päpstlichen Kapelle (cappella pontificia) und die Mitglieder des päpstlichen Hofstaates mit.

### Ablauf bis zur Reform in den 1970er Jahren

#### Der Einzug
Die Feier begann mit dem Empfang des Papstes in der Vorhalle des Petersdoms. Im Dom kündete eine Fanfare, die von Offizieren der Nobelgarde auf silbernen Trompeten gespielt wurde, die Ankunft des Papstes an. Dann erfolgte der Einzug in die Basilika in einer genau festgelegten Prozessionsordnung: Zuerst kam einer der päpstlichen Zeremonienmeister, flankiert von Prokuratoren der Kollegien und zwei Schweizergardisten. Dann folgten der apostolische Prediger und die Beichtväter der päpstlichen Familie, die dem Servitenorden angehörten. Ihnen folgten die Generalprokuratoren der religiösen Orden im Habit, anschließend die Kapläne, die die Mitra des Papstes trugen. Hinter ihnen gingen die Sänger der päpstlichen Kapelle.  Nach ihnen kamen die Auditoren der Römischen Rota. Der jüngste Auditor fungierte als Apostolischer Subdiakon und trug das Prozessionskreuz. Sieben Votanten der Apostolischen Signatur umgaben ihn als Leuchterträger. Dem Bischof sieben Kerzen voranzutragen geht auf einen Brauch zurück, der schon in der stadtrömischen Liturgie der frühen Kirche überliefert ist.
Ein weiterer Auditor als Subdiakon folgte dieser Gruppe zusammen mit einem Subdiakon und einem Diakon des byzantinischen Ritus. Die Kleriker des byzantinischen Ritus hatten die Aufgabe, die Lesungen auf Griechisch vorzutragen. Nach ihnen kamen die Beichtväter von St. Peter, an ihrer Spitze zwei Kleriker mit langen blumengeschmückten Stäben, einem Symbol für die richterliche Gewalt der Beichtväter. Dann kamen, mit weißen Mitren und Chormänteln gekleidet, die Äbte, Bischöfe und Erzbischöfe, die nicht Thronassistenten waren, gefolgt von den Bischöfen und Erzbischöfen der orientalischen Riten. Ihnen schlossen sich die Bischöfe und Erzbischöfe an, die Thronassistenten waren, sowie die Patriarchen. Es folgten die Kardinäle, zuerst die Kardinaldiakone in Dalmatiken, dann die Kardinalpriester in Kaseln, schließlich die Kardinalbischöfe im Chormantel.
Einer der Kardinalbischöfe, gewöhnlich der von Ostia, fungierte in der Messe als presbyter assistens. Danach kamen der Vize-Camerlengo sowie ein römischer Fürst (i. d. R. aus den Familien Colonna oder Orsini), der als Thronassistent fungierte. Hinter ihnen gingen die beiden assistierenden Kardinaldiakone und der Kardinaldiakon, der in der Messe den liturgischen Dienst des Diakons ausübte. Ihnen folgte der Papst auf der Sedia gestatoria, dem päpstlichen Tragsessel. Diese wurde von zwölf Palafrenieri in roten Damastgewändern getragen. Acht Referendare der Apostolischen Signatur trugen den Baldachin über der Sedia. Der Papst war zu diesem Zeitpunkt mit der Falda, Amikt, Albe, Zingulum, Stola und Chormantel bekleidet und trug die Tiara auf dem Kopf. Dem Papst folgten noch Soldaten der Schweizergarde, Offiziere der Nobelgarde und weitere Personen des päpstlichen Hofs. Dahinter kamen zwei Geheimkämmerer, welche die Flabelli trugen, dann der Dekan der Römischen Rota mit der juwelenbesetzten Mitra des Papstes, nach ihm der Generalauditor der Päpstlichen Kammer und der Maggiordomo, hinter diesem die Apostolischen Protonotare und schließlich die Ordensgeneräle.
In der Mitte der Basilika angekommen, verließ der Papst die Sedia und einer der assistierenden Kardinaldiakone nahm ihm die Tiara ab und setzte ihm die Mitra auf. Der Papst begab sich dann zum so genannten „Thron der Terz“. Dieser war ein zweiter, kleinerer Thron, der sich in der Nähe des Altars auf der Epistelseite befand. Auf ihm saß der Papst, während die Terz gesungen wurde. Auch die übrigen Prozessionsteilnehmer nahmen ihre Plätze ein. Auf Zeichen eines Zeremoniars erhoben sich die Kardinäle, Bischöfe und Äbte wieder, um dem Papst ihre Huldigung zu erweisen. Zunächst kamen die Kardinäle, die den Ring des Papstes küssten. Anschließend folgten die Bischöfe, welche das Kreuz auf der Stola des Papstes in gleicher Weise verehrten. Die Äbte schließlich küssten dem Papst die Füße.

#### Terz
Nach der Huldigung eröffnete der Papst die Terz. Während der Terz zog der Papst die Pontifikalschuhe an und sprach die Vorbereitungsgebete für den Zelebranten der Heiligen Messe. Anschließend sang er die Oration der Terz. Danach legte er die liturgischen Gewänder für die Messfeier an. Für die Prozession vom Thron der Terz zum Altar legte der Papst anschließend Weihrauch ein.

#### Messfeier
Der Prozession zum Altar voran ging ein Auditor der Rota mit dem päpstlichen Kreuz. Wie bei der Einzugsprozession wurde er von sieben Leuchterträgern flankiert. Ihnen folgte der apostolische Subdiakon mit dem Evangeliar, rechts der griechische Subdiakon, links der griechischen Diakon. Dahinter kamen der assistierende Kardinalbischof und der Kardinaldiakon, der den liturgischen Dienst des Diakons ausführte. Dann kam der Papst, flankiert von den assistierenden Kardinaldiakonen und weiteren Diensten, die die langen Gewänder des Papstes hielten. Den Schluss bildeten der Dekan der Römischen Rota und die Erzbischöfe, die Thronassistenten waren. Auf dem Weg zum Altar kamen dem Papst die drei jüngsten Kardinaldiakone entgegen, die ihm den Friedenskuss gaben.
Am Altar angekommen sang der Chor den Introitus, während der Papst  Stufengebet und Confiteor betete. Dabei stand der assistierende Kardinalbischof zu seiner Rechten und der als Diakon fungierende Kardinaldiakon zu seiner Linken. Anschließend legte der apostolische Subdiakon dem Papst den Manipel an. Bei der Krönungsmesse des Papstes folgten an dieser Stelle die Krönungsgebete der drei ältesten Kardinalbischöfe. Der assistierende Kardinalbischof reichte dem Papst nun das geöffnete Evangeliar, das dieser durch einen Kuss verehrte. Anschließend inzensierte der Papst den Altar, wurde er selbst inzensiert und tauschte mit der Assistenz den Friedenskuss aus.
Der Papst begab sich nun zum Thron in der Apsis. Der apostolische Subdiakon und der als Diakon fungierende Kardinaldiakon blieben am Altar zurück. Am Thron las der Papst den Introitus und sprach mit der Assistenz abwechselnd das Kyrie. Die Messe folgte nun dem Ablauf nach dem Missale. Dem Kyrie folgte das Gloria, das vom Papst angestimmt und vom Chor gesungen wurde. Ihm folgte die Oration, die ebenfalls der Papst sang. Bei der Krönungsmesse ging der Kardinalprotodiakon mit Auditoren der Rota zum Petrusgrab und sang dort eine kurze Litanei.
Die Epistel wurde vom Subdiakon gesungen. In der Papstmesse stand er dabei im Presbyterium am Ende der Bank, in der die Kardinalpriester saßen. Hatte er geendet, trat der griechische Subdiakon an seine Seite und wiederholte die Lesung in griechischer Sprache. Der Epistel folgten das Graduale und das Halleluja bzw. der Tractus, währenddessen der Papst am Thron für sich Epistel, Zwischengesänge und Evangelium las. Anschließend wurde das Evangelium feierlich verkündet. Dazu kam der als Diakon fungierende Kardinaldiakon zum Papst und küsste ihm die Hand. Anschließend begab er sich zum Altar, auf dem das Evangeliar lag. Er kniete auf der oberste Stufe nieder und betete die  Gebete zur Vorbereitung auf das Evangelium. Vor dem Altar stellten sich nun die Leuchterträger auf, während ein Thuriferar zum Thron ging. Dort legte der Papst Weihrauch ein. Der Rauchfassträger begab sich nun zu den Ceroferaren am Altar. Gemeinsam mit dem Apostolischen Subdiakon und dem Kardinaldiakon mit dem Evangeliar ziehen alle zum Thron. Dort bittet der Kardinaldiakon um den Segen. Anschließend ziehen alle zur Bank der Kardinaldiakone, wo der Kardinaldiakon mit dem Evangeliar dieses auf ein Pult legte und das Evangelium sang. Hatte er den Vortrag beendet, entfernte er sich mit fünf Leuchterträgern. Die beiden anderen blieben für die Verkündigung des Evangeliums in griechischer Sprache.
Hatte der griechische Diakon den Vortrag beendet, nahmen der griechische und der lateinische Subdiakon die Evangeliare und gingen mit ihnen zum Papst, der sie durch einen Kuss verehrte. An dieser Stelle folgte nun, falls vorgesehen, die Homilie. Andernfalls stimmte der Papst sofort das Credo an. Nach der Stelle et incarnatus est („und hat Fleisch angenommen“) breiteten Apostolischer Subdiakon und Diakon über dem Altar ein großes, goldumrandetes Tuch, das sogenannte Incarnatus, aus. Der Subdiakon ging nun zur Kredenz des päpstlichen Sakristans und nahm dort das Korporale, zwei Purifikatorien sowie ein Hostiengefäß und übergab diese dem Diakon. Dieser stellte alles auf den Altar und breitete das Korporale aus. Der Sakristan trug Kelch, Patene, zwei Purifikatorien und einen kleinen silbernen Löffel zur Kredenz des Papstes, dabei verhüllte er die Hände mit einem Velum. Bei diesem Gang wurde er von einem Akolythen begleitet, der leere Messkännchen und einen kleinen Kelch trug. An der Kredenz des Papstes erschien nun der päpstliche Mundschenk, der mit dem Sacrista die liturgischen Geräte reinigte. Der Mundschenk kostete anschließend von Wein und Wasser und goss beides in die Messkännchen. Der Akolyth brachte diese zum Altar, der Sacrista folgte mit Kelch, Patene und dem Löffelchen. Der Diakon entnahm dem Gefäß nun drei Hostien und legte sie auf die Patene.
Es folgte nun das Offertorium. Der Papst legte dazu die Pontifikalhandschuhe ab zum Lavabo. Bei einer Heiligsprechung folgte nun der große Opfergang, bei dem Gaben von Brot und Wein, nach biblischem Vorbild aber auch Turteltauben zum Altar gebracht wurden. Wurden mehrere Selige in einer Messe heiliggesprochen, so folgte für jeden ein eigener Opfergang.
Nun folgte nach höfischem Zeremoniell die Vorkostung der Gaben, die sogenannte praegustatio. Dazu gab der Diakon dem Sacrista zwei der drei bereitgelegten Hostien, die dieser zum Papst gewendet zu sich nahm. Anschließend kostete der Sacrista auch den Wein vor.
Der Papst begab sich nun zum Altar und verehrte diesen durch einen Kuss sowie mit Weihrauch. Anschließend wurde er selbst inzensiert, nach ihm auch alle übrigen Kleriker und das anwesende Volk. Der Verlauf folgte nun dem üblichen Ablauf der Messfeier im römischen Ritus. Abweichend davon wurde die Elevation dreimal (nach vorne, nach rechts und nach links) vollzogen.
Nach dem Friedensgebet und dem Friedenskuss ging der Papst zum Thron zurück. Erst dort empfing er die Kommunion. Der Diakon am Altar nahm die Patene, auf der die gebrochene Hostie lag, und hob sie leicht an, um sie dem Volk zu zeigen. Anschließend übergab er sie dem Subdiakon, der sie mit dem Velum umhüllte. Damit das Velum nicht die heilige Kommunion berührte, wurde auf die Patene ein zwölfstrahliger sogenannter Asteriskus gelegt. Der Subdiakon und der Diakon gingen nun zum Thron, an dem der Papst kniete. Der Papst sumierte einen Teil der Hostie und anschließend den Wein, wobei er sich einer Fistula, eines Trinkröhrchens, bediente. Den zweiten Teil der Hostie brach der Papst und reichte dem Diakon und dem Subdiakon jeweils die Hälfte. Das Volk und die anderen Kleriker kommunizierten in der Papstmesse üblicherweise nicht, Ausnahmen hiervon waren Ostern und Weihnachten. Subdiakon und Diakon gingen nun zurück zum Altar, sumierten dort den Rest des eucharistischen Weines und purifizierten die Geräte und anschließend die Hände (Ablution). Ebenso reinigte der Papst die Hände. Dabei half ihm der Thronassistent, der ihm auch die Mitra aufsetzte.
Zur Postcommunio kehrte der Papst zum Altar zurück. Er sang dort das Schlussgebet; anschließend entließ der Diakon die Gläubigen mit dem Ruf Ite, missa est. Wenn nicht der Segen Urbi et orbi erteilt wurde, sprach der Papst nun den Schlusssegen. Der assistierende Kardinalbischof bat den Papst dabei um die Gewährung eines vollkommenen Ablasses für alle anwesenden Gläubigen.
Abschließend folgte noch das Schlussevangelium, der Prolog des Johannes. Zu Ostern fand dabei auf der Loggia eines der Pfeiler der Kuppel eine Aussetzung von Reliquien statt. Der Papst legte nach dem Schlussevangelium Pallium und Manipel ab und verrichtete am Altar das Dankgebet. Der Diakon setzte ihm anschließend die Mitra auf und gab ihm Handschuhe und Fischerring. Der Papst ging nun zur Sedia gestatoria zurück, wo er noch ein symbolisches Almosen für die zelebrierte Messe empfing. Danach folgte der Auszug in der gleichen Weise wie der Einzug.

## Heutige Form

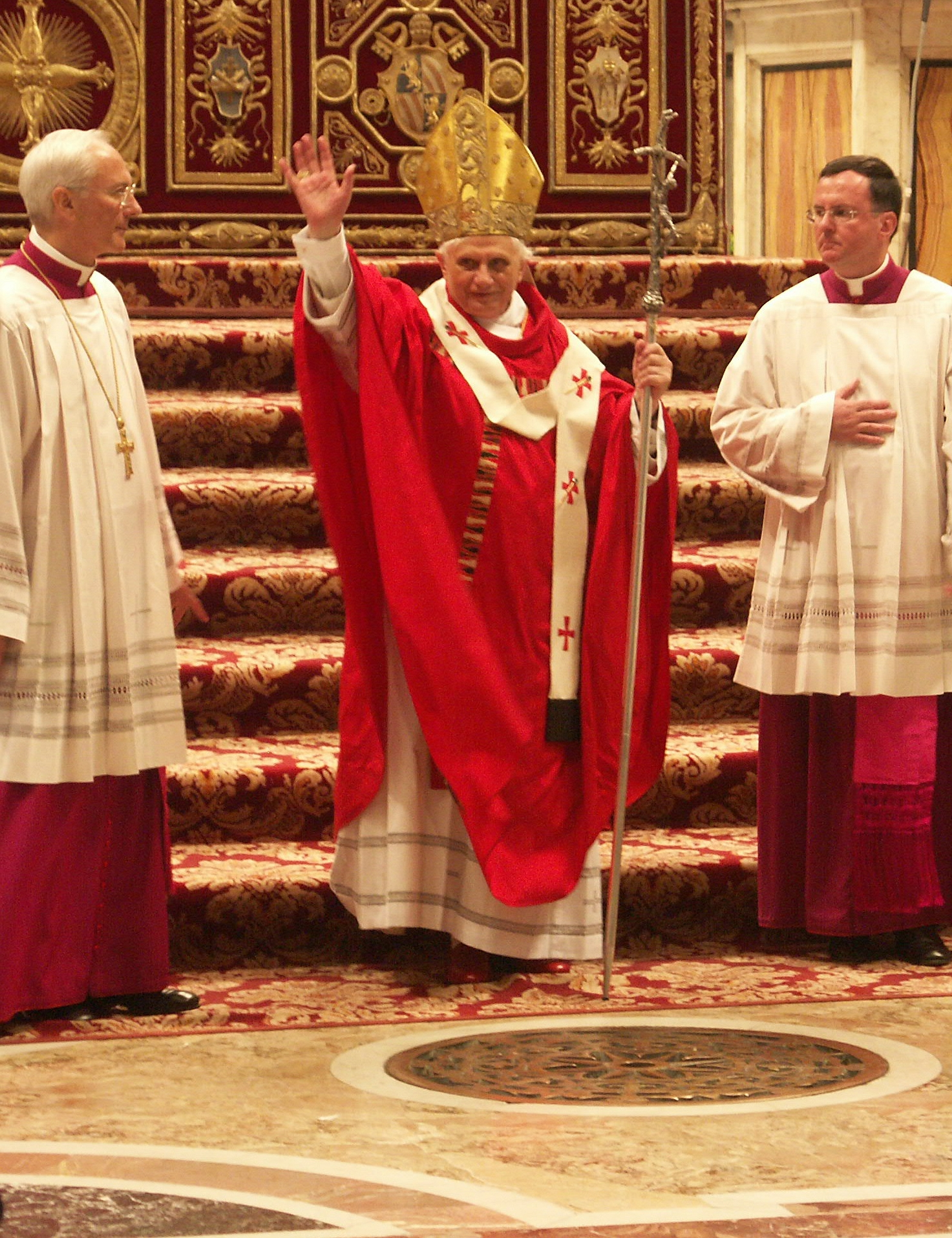
Papst Benedikt XVI. bei der Pfingstmesse im Petersdom, 15. Mai 2005

In der Liturgiereform wurde auch die Liturgie der Papstmesse, wie die der Bischofsmessen im Allgemeinen, erheblich vereinfacht. Das Hofzeremoniell wurde gestrichen, die Päpstliche Kapelle und die Hofhaltung (Päpstliche Familie) neu geordnet, wobei viele Dienste, etwa die der geistlichen Thronassistenten, wegfielen. Die Tiara wird seit Paul VI. nicht mehr getragen, die Sedia gestatoria immer seltener und seit Johannes Paul II. überhaupt nicht mehr verwendet. Auch die Nobelgarde wurde aufgelöst. Stattdessen führte Papst Paul VI. in Analogie zum Krummstab der Bischöfe die Neuerung ein, dass der Papst bei den von ihm zelebrierten Ämtern einen Kreuzstab in der linken Hand trägt, während in den Jahrhunderten zuvor die Ferula dem Papst vorausgetragen wurde.
Die feierliche Papstmesse ist daher heute der feierlichen Bischofsmesse im Wesentlichen gleich. Die Tradition des griechischen Diakons wurde von Papst Benedikt XVI. anlässlich seiner Einführungsmesse in das Papstamt wiederbelebt. Benedikt XVI. führte auch die Tradition der assistierenden Kardinaldiakone wieder ein, die rechts und links den päpstlichen Thron flankieren. Während solche Assistenzdienste nach dem Caeremoniale Episcoporum (Zeremoniale für die Bischöfe) von Diakonen oder ersatzweise von Priestern, die dabei aber die Kasel tragen, ausgeführt werden sollen, haben die Kardinaldiakone in aller Regel die Bischofsweihe empfangen und tragen die Mitra, jedoch keine Kasel, sondern nach alter Tradition die Dalmatik der Diakone.

## Großereignisse
Prägend für das öffentliche Bild der Papstmessen sind heute die Großereignisse, die vor allem seit dem Pontifikat Johannes Pauls II. gefeiert wurden. Noch zu Zeiten Papst Pauls VI. wurde dieser dafür kritisiert, dass seine Krönungszeremonie im Freien vor der Petersbasilika stattfand (der Innenraum war damals zur Konzilsaula umgebaut). Die päpstlichen Messen im Freien vor oftmals mehreren hunderttausend Gläubigen entwickelten sich gleichwohl zur heute typischen Form der Papstmesse.
Zudem wurde in der Vergangenheit verschiedentlich die Art des Kommunionempfanges bei den großen päpstlichen Ereignissen kritisiert. Bei der Abschlussmesse des Weltjugendtages 2008 in Sydney bat Papst Benedikt XVI. darum, dass alle, denen er selbst die Kommunion spende, diese kniend und in der Form der Mundkommunion empfangen sollten, da der Empfang im Stehen und als Handkommunion zu mangelnder Ehrfurcht führen könne. Am 24. Dezember 2010 setzte Benedikt XVI. den Indult für die Handkommunion bei allen Messen mit dem Heiligen Vater außer Kraft. Diese Regelung wird unter Papst Franziskus auch bei Sankt Peter im Vatikan nicht mehr verlangt.